# 刺黑珠
刺黑珠（学名：Berberis sargentiana）是小檗科小檗属的植物，为中国的特有植物。分布于中国大陆的湖北、四川等地，生长于海拔700米至2,100米的地区，一般生长在路边、岩缝、山坡灌丛中、竹林中或山沟旁林下，目前尚未由人工引种栽培。